# Петко Домазетовски
Петко Домазетовски (на македонска литературна норма: Петко Домазетовски) е поет, писател и фолклорист от Република Македония.

## Биография
Петко Домазетовски е роден на 18 октомври 1935 година в село Ябланица, Стружко. Завършва Филологическия факултет на Скопския университет. Работи като председател и главен редактор на Дружеството за наука, култура и изкуство „Бракя Миладиновци“ - Струга. Домазетовски е инициатор и главен редактор на органа на Дружеството - списанието за наука и култура „Изворник“. Член на Дружеството на македонските писатели от 1971 година. Носител на наградата „Ванко Николески“ за стихотворение, Битоля.
Умира при пътна катастрофа на 14 октомври 2006 година в Струга.